# Paul Claudel
Paul Claudel (n. 6 august 1868, Villeneuve-sur-Fère-en-Tardenois, Aisne — d. 23 februarie 1955, Paris) a fost un poet, dramaturg și eseist francez. Membru al Academiei Franceze, din 1946.

## Copilăria și studiile
În anul 1870, familia copilului Paul Claudel s-a mutat la Bar-le-Duc, apoi la Rambouillet și la Compiègne. Urmează studiile primare și liceale la Bar-le-Duc, iar începând cu anul 1882, când familia se stabilește la Paris, la celebrul liceu Louis-le-Grand. Are un prim eșec la examenul de bacalaureat, în 1883, dar în 1884 era admis student la filosofie, iar în 1886, la Facultatea de Drept și în 1887, la Școala de Științe Politice (École des Sciences politiques). Paralel, urmează și cursurile Școlii de Limbi Orientale. La vârsta de 18 ani, tânărul Paul Claudel părea promis unui perfect conformism intelectual, credea ceea ce credeau majoritatea oamenilor ziși cultivați ai vremii, pozitivismul, naturalismul: accepta ipoteza monistă și mecanicistă în toată rigoarea ei, că totul era supus Legilor și că lumea era o înlănțuire de efecte și de cauze, și pe care știința le va descurca perfect într-un viitor previzibil. Trăia în imoralitate și, puțin câte puțin, cădea într-o stare de disperare.
În același an 1886, tânărul Paul Claudel face cunoștință cu poemele lui Arthur Rimbaud, din volumele „Les Illuminations” și „Une Saison en Enfer”, care îi vor marca întreaga viață .
Însă poezia și libertatea limbajului nu erau suficiente pentru tratarea disperării în care căzuse. Pe de altă parte, Claudel a rezistat estetismului, foarte la modă și care îl tentase, de altfel. În ziua de Crăciun, din același an 1886, face o nouă și mare descoperire, care și ea îi va marca întreaga viață: religia catolică: „Eram și eu în picioare, în mulțime, lângă al doilea pilon, la intrarea în cor, în dreapta dinspre sacristie. Și atunci s-a produs evenimentul care domină toată viața mea. Într-o clipă, inima mea fu atinsă și crezui. Crezui cu o asemenea forță de adeziune, cu o asemenea înălțare a întregii mele ființe, cu o convingere și o putere, cu o asemenea certitudine ne lăsând loc niciunui fel de îndoială, încât, de atunci, toate cărțile, toate raționamentele, toate întâmplările, dintr-o viață agitată n-au putut să-mi zdruncine credința și nici, la drept vorbind, să mi-o atingă”.. De atunci s-a considerat soldat al lui Cristos.

## Scriitor și diplomat
Claudel scrie „Tête d’Or”, 1889, „La Ville”, 1890. Leagă prietenii literare de preț, cu Marcel Schwob, Jules Renard, Léon Daudet, dar mai ales aparține cercului tinerilor scriitori care gravitează în jurul lui Stéphane Mallarmé. 
În anul 1890, este admis pe primul loc, la concursul organizat de Ministerul Afacerilor Externe. E anul în care se hotărăște, în mod simultan, dubla sa carieră: de scriitor și de diplomat. Cariera de diplomat implică, de sigur, sejururi îndepărtate, care îi dau posibilitatea poetului să transcrie „inventarul lumii”, iar apoi să publice de la „Connaissance de l’Est ” (1895 – 1905), până la „Soulier de Satin ” (1923). 
Mai întâi, Claudel este atașat la Minister, iar în 1893, tânărul diplomat pleacă la New York, având funcția de consul supleant, iar apoi în calitate de gerant al consulatului din Boston. În perioada acestui prim sejur american, Claudel are primele tentative de dramatice: una situată în Franța, „La Jeune Fille Violaine ” (1892, primă schiță a "L’Annonce faite à Marie" ), cealaltă situată în America, „L’Échange” (1894). În aceste două scrieri dramatice, apare deja atenția făgăduită de către poetul-dramaturg-diplomat dramei cuplului uman, înțeleasă în dubla perspectivă a păcatului și a iertării.
Între 1895 și 1909, diplomatul trăiește, aproape tot timpul, în Extremul Orient (Shanghai, Japonia, Beijing, Tien-Tsin). Poetul are prilejul să scrie, în această perioadă de 14 ani, câteva cărți majore: „Connaissance de l’Est” (1895-1905), „Connaissance du Temps” (1903), „Traité de la co-naissance au monde et de soi-même” (1904), „Partage du Midi” (1906), „Grandes Odes” (1904 – 1908). În aceeași perioadă, traduce în franceză „Agamemnon” de Eschil și scrie piesa „Le Repos du septième jour”. Tot în aceeași perioadă, face cunoștință cu literatura engleză. 
În 1906, era prim secretar al Legației franceze la Beijing, capitala Chinei. Era deja autorul lucrării „L’Arche”, precum și al celor mai multe poeme din volumul „Corona benignitatis anni Dei”.
În anii următori îl găsim la Praga, iar apoi consul general la Frankfurt pe Main (1911). „Cantata pe trei voci” este din aceeași perioadă, iar în 1912, are loc prima reprezentație cu „Îngerul a vestit Mariei”.
În 1914, se găsea la Hamburg, de unde a fost expulzat din Germania. Începuse războiul. A reușit să se reîntoarcă în Franța prin Suedia, Norvegia și Anglia.
În 1916, era la Roma, unde a fost reprezentația piesei „Le Père humilié”. 
Va lucra apoi, în calitate de diplomat, la Rio de Janeiro, Copenhaga, Tokio. În Japonia s-a interesat intens de arta și de literatura japoneză.
Între 1927 și 1930, Paul Claudel era la Washington, unde citea cu mare atenție Biblia. Din acei ani datează prima sa interpretare a Apocalipsei. 
În 1930, se reprezenta, la Berlin, piesa sa „Le Livre de Christophe Colomb”, cu muzica lui Darius Milhaud. În același an, 1930, Paul Claudel și-a depus candidatura la Academia Franceză, însă a fost refuzat, preferându-i-se Claude Farrère. Tot în același an, 1930, Claudel părăsea ultima sa reședință diplomatică, cea de la Bruxelles, și se pensiona, stabilindu-și reședința la castelul de la Bragues (Isère). În timp ce era diplomat la Bruxelles, Claudel a redactat oratoriul „Jeanne au bûcher”, a cărei muzică o datorăm lui Arthur Honegger.
La Bragues, Paul Claudel a redactat un mare număr de lucrări: amintiri și eseuri critice, interpretări ale unor cărți ale Sfintei Scripturi („Introduction au livre de Ruth”) și altele. 
În timpul ocupației germane (1940 – 1944), Paul Claudel se închide în proprietatea sa de la Bragues, unde primește puțini prieteni, între care pe Romain Rolland.
După eliberarea Franței de sub ocupația germană, pentru Claudel a fost, fără îndoială, epoca de glorie. Academia a procedat la o „restitutio in integrum”, iar poetul a fost ales, fără să-și fi depus candidatura, în 1946, triumfal, cu 24 de voturi pentru, din 25, la vârsta de 78 de ani.

## Sfârșitul lui Paul Claudel
După o gripă recentă, în timp ce se încăpățâna să stea la masa de lucru din apartamentul său din Paris, situat pe bulevardul Lannes, care avea ferestrele spre Bois de Boulogne 
, în urma unei crize cardiace survenite în timpul nopții, Paul Claudel s-a stins, la 25 februarie 1955, la vârsta de 86 de ani. Tocmai avuse loc, la Comédie-Française, consacrarea oficială a poetului-dramaturg, cu gala piesei „L’Annonce faite à Marie”, în prezența președintelui Republicii franceze. Simțind că sfârșitul îi este aproape, Claudel a cerut familiei să-l lase singur: „Să mă lase liniștit! Nu mi-e frică!”
Funeraliile oficiale au avut loc la Notre-Dame, la 1 martie 1955, iar corpul său a fost înmormântat la Bragues, sub inscripția pe care o compuse el însuși: „Ici reposent les restes et la semence de Paul Claudel” ("Aici odihnesc rămășițele și sămânța lui Paul Claudel"). 

## Opera lui Paul Claudel
1. Tête d’Or (Cap-de-Aur) (1887 – 1890)
2. La Ville (Orașul) (1887 - 1890)
3. L’Échange (Schimbul) (1893)
4. Connaissance de l’Est (1895 – 1905)
5. Agamemnon (traducere a tragediei lui Eschil) (1896)
6. La Jeune Fille Violaine (Fecioara Violaine) (1890 – 1898)
7. Partage de Midi (Cumpăna amiezii) (1901 – 1905)
8. Art poétique (Arta poetică) (1906)
9. L’Otage (Ostaticul) (1909)
10. L’Annonce à Marie (Îngerul i-a vestit Mariei) (1910 – 1912)
11. Le Chemin de la Croix (Calea Crucii) (1910 – 1912)
12. Protée (Proteu) (1912 – 1913)
13. Nuit de Noël (Nouaptea de Crăciun) (1915)
14. Sainte Thérèse (Sfânta Tereza) (1915)
15. Le Père humilié (Părintele umilit) (1915)
16. Corona benignitatis anni Dei (1915)
17. Trois poèmes de guerre (Trei poeme de război) (1915)
18. Sainte Geneviève (Sfânta Genevieva) (1916)
19. Le Pain dur (Pâinea amară) (1918)
20. Le Soulier de Satin (Pantoful de Satin) (1928)
21. Le Livre de Christophe Colomb (Cartea lui Cristofor Columb) (1930)
22. Jeanne au bûcher (Ioana pe rug) (1930)
23. Commentaires à l’Apocalypse (Comentarii la Apocalipsa) (1927 – 1933)
24. Introduction à la peinture hollandaise (Introducere în pictura olandeză) (1935)
25. Introduction au livre de Ruth (Introducere la Cartea lui Ruth)
26. Contacts et circonstances (Contacte și circumstanțe)(1940)